# Foreste di conifere temperate

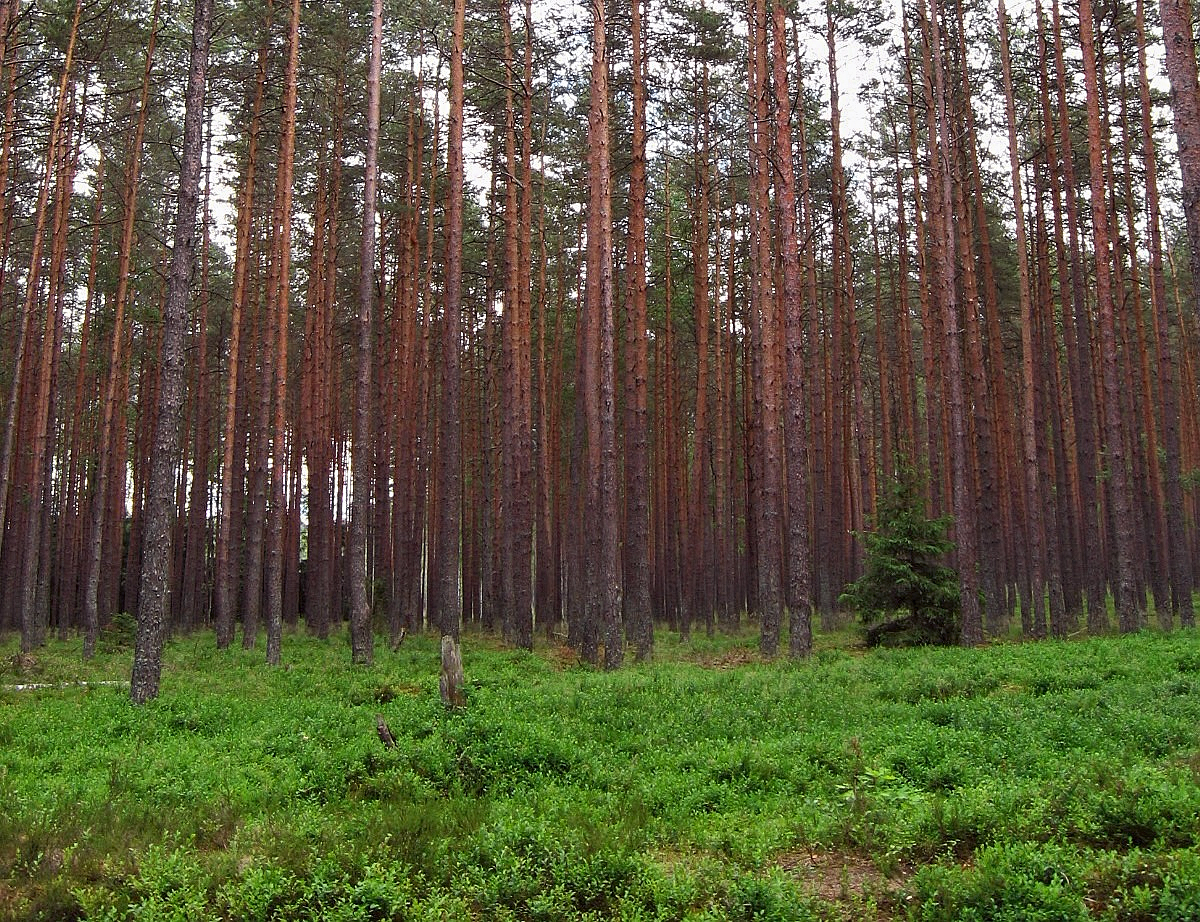
La foresta di pino è un esempio di foresta di conifere temperata

Le foreste di conifere temperate sono un bioma terrestre definito dalla lista Global 200 del WWF, che non trova corrispondenza in classificazioni di altri autori. 
Tale bioma è diffuso principalmente nelle zone montuose delle regioni temperate del mondo, con estati calde, inverni freddi e precipitazioni adeguate per sostenere la crescita di una foresta. Nella maggior parte dei casi, queste foreste sono costituite da conifere sempreverdi, mentre in alcuni casi si presenta una mescolanza di conifere e latifoglie sempreverdi o anche decidue. Le foreste temperate sempreverdi sono più frequenti lungo le aree costiere delle regioni che hanno inverni miti e precipitazioni abbondanti o nelle aree interne di clima più secco o nelle aree montagnose.

## Caratteristiche
Le foreste di conifere ospitano numerose specie tra cui il cedro, il cipresso, l'abete di Douglas, l'abete, il ginepro, il pino, il podocarpus, i pecci, le sequoie e il tasso. Il sottobosco contiene normalmente una grande varietà di specie erbacee e arbustive. 
La  temperatura è moderata; le specie dominanti sono: conifere, quali abete canadese (Tsuga heterophylla), albero della vita (Thuya plicata), abete (Abies grandis), abete douglas (Pseudotsuga), sequoia. La vegetazione del sottobosco è sviluppata; molto abbondanti le piante igrofile (per es., muschi); la biomassa dei produttori è molto abbondante. Alcune foreste possono ospitare anche un livello intermedio arbustivo. Le foreste di pino sopportano un sottobosco erbaceo, dominato da erbe e specie perenni erbacee e per questo sono più frequentemente oggetto di incendi.

## Localizzazione

Mappa del bioma

Le foreste di conifere temperate hanno un'estensione minore rispetto a molti altri biomi e sono tipiche delle regioni montuose temperate. Sono diffuse soprattutto nelle zone elencate di seguito.
In America:
- nelle Montagne Rocciose e nella Catena Costiera Pacifica, zona che rappresenta l'estensione maggiore del bioma;
- lungo il Golfo del Messico, in Florida e nella costa atlantica meridionale degli Stati Uniti. In quest'area, l'unica non montuosa in cui tali foreste sono diffuse, è considerato un bioma di vegetazione secondaria, ossia che si è sviluppato in seguito all'alterazione di un bioma primario, originariamente presente[2].

In Europa: 
- nelle Alpi;
- nei Carpazi;
- nei rilievi settentrionali della Gran Bretagna: le Highlands e i Monti Grampiani;
- nel versante artico delle Alpi Scandinave.

In Africa:
- in zone molto limitate della catena montuosa dell'Atlante, altrimenti ricoperta da vegetazione mediterranea.

In Asia, si trovano:
- nei Monti Elburz, lungo le coste Iraniane del Mar Caspio;
- nella catena del Tauro, lungo le costa turca del Mar Nero;
- nella catena dell'Himalaya, lungo le valli orientali e in una stretta fascia delle pendici meridionali;
- lungo alcune catene montuose dell'Asia centrale: nelle Alture dello Enisej e nei Monti Chamar-Daban;
- nelle catene montuose della Siberia sud-orientale: i Monti Stanovoj e i Monti Jablonovyj;
- nei rilevi dell'isola di Hokkaidō, in Giappone.

## Ecoregioni
Il bioma comprende le seguenti ecoregioni terrestri:
| Ecozona    | Ecoregione                                                          | Codice WWF | Paesi                                                                 |
| ---------- | ------------------------------------------------------------------- | ---------- | --------------------------------------------------------------------- |
| Indomalese | Foreste di conifere subalpine del Himalaya occidentale              | IM0501     | Afghanistan, India, Nepal, Pakistan                                   |
| Indomalese | Foreste di conifere subalpine del Himalaya orientale                | IM0502     | Bhutan, Cina, India, Nepal                                            |
| Neartica   | Foreste delle montagne dell'Alberta                                 | NA0501     | Canada                                                                |
| Neartica   | Foreste pedemontane dell'Alberta-Columbia Britannica                | NA0502     | Canada                                                                |
| Neartica   | Foreste delle montagne dell'Arizona                                 | NA0503     | Stati Uniti d'America                                                 |
| Neartica   | Pinete della costa atlantica                                        | NA0504     | Stati Uniti d'America                                                 |
| Neartica   | Foreste delle Blue Mountains                                        | NA0505     | Stati Uniti d'America                                                 |
| Neartica   | Foresta costiera di terraferma della Columbia Britannica            | NA0506     | Canada, Stati Uniti d'America                                         |
| Neartica   | Foreste sottovento della catena delle Cascate                       | NA0507     | Canada, Stati Uniti d'America                                         |
| Neartica   | Foreste della catena delle Cascate centrale e meridionale           | NA0508     | Stati Uniti d'America                                                 |
| Neartica   | Foreste dei monti della Columbia Britannica centrale                | NA0509     | Canada                                                                |
| Neartica   | Foreste costiere della regione pacifica centrale                    | NA0510     | Canada, Stati Uniti d'America                                         |
| Neartica   | Foreste delle Montagne Rocciose del Colorado                        | NA0511     | Stati Uniti d'America                                                 |
| Neartica   | Foreste della catena delle Cascate orientale                        | NA0512     | Stati Uniti d'America                                                 |
| Neartica   | Macchia di ''Pinus clausa'' della Florida                           | NA0513     | Stati Uniti d'America                                                 |
| Neartica   | Regione dell'altopiano e del bacino del Fraser                      | NA0514     | Canada                                                                |
| Neartica   | Foreste montane del Gran Bacino                                     | NA0515     | Stati Uniti d'America                                                 |
| Neartica   | Foreste del Klamath-Siskiyou                                        | NA0516     | Stati Uniti d'America                                                 |
| Neartica   | Foreste costiere del medio atlantico americano                      | NA0517     | Stati Uniti d'America                                                 |
| Neartica   | Foreste delle Montagne Rocciose settentrionali e centrali           | NA0518     | Canada, Stati Uniti d'America                                         |
| Neartica   | Foreste costiere della California settentrionale                    | NA0519     | Stati Uniti d'America                                                 |
| Neartica   | Foreste costiere del Pacifico settentrionale americano              | NA0520     | Stati Uniti d'America                                                 |
| Neartica   | Foreste canadesi alpine di transizione settentrionali               | NA0521     | Canada                                                                |
| Neartica   | Foreste secche di Okanogan                                          | NA0522     | Canada, Stati Uniti d'America                                         |
| Neartica   | Foreste di Piney Woods                                              | NA0523     | Stati Uniti d'America                                                 |
| Neartica   | Foreste delle terre basse di Puget                                  | NA0524     | Canada, Stati Uniti d'America                                         |
| Neartica   | Isole della Regina Carlotta                                         | NA0525     | Canada                                                                |
| Neartica   | Foresta di pino e quercia della Sierra Juarez e di San Pedro Martir | NA0526     | Messico                                                               |
| Neartica   | Foreste della Sierra Nevada                                         | NA0527     | Stati Uniti d'America                                                 |
| Neartica   | Foreste delle Montagne Rocciose centro-meridionali                  | NA0528     | Stati Uniti d'America                                                 |
| Neartica   | Foreste di conifere sudorientali                                    | NA0529     | Stati Uniti d'America                                                 |
| Neartica   | Foreste montane di Wasatch e Uinta                                  | NA0530     | Stati Uniti d'America                                                 |
| Paleartica | Foreste di conifere e foreste miste delle Alpi                      | PA0501     | Austria, Francia, Germania, Italia, Liechtenstein, Slovenia, Svizzera |
| Paleartica | Foreste e steppe montane degli Altai                                | PA0502     | Cina, Kazakistan, Mongolia, Russia                                    |
| Paleartica | Foreste di conifere della Caledonia                                 | PA0503     | Regno Unito                                                           |
| Paleartica | Foreste di conifere montane dei Carpazi                             | PA0504     | Repubblica Ceca, Polonia, Romania, Slovacchia, Ucraina                |
| Paleartica | Foreste di conifere dei monti Da Hinggan-Džagdy                     | PA0505     | Cina, Russia                                                          |
| Paleartica | Foreste di conifere dei monti afghani orientali                     | PA0506     | Afghanistan, Pakistan                                                 |
| Paleartica | Steppe forestali della catena dell'Elburz                           | PA0507     | Iran                                                                  |
| Paleartica | Foreste di conifere dei monti Helanshan                             | PA0508     | Cina                                                                  |
| Paleartica | Foreste di conifere subalpine dei monti Hengduan                    | PA0509     | Cina                                                                  |
| Paleartica | Foreste di conifere montane di Hokkaido                             | PA0510     | Giappone                                                              |
| Paleartica | Foreste di conifere alpine di Honshu                                | PA0511     | Giappone                                                              |
| Paleartica | Foreste di conifere dei monti Khangai                               | PA0512     | Mongolia                                                              |
| Paleartica | Foreste di conifere e miste del Mediterraneo                        | PA0513     | Algeria, Marocco, Tunisia                                             |
| Paleartica | Foreste di conifere subalpine dell'Himalaya nord-orientale          | PA0514     | Bhutan, Cina, India                                                   |
| Paleartica | Foreste di conifere e decidue dell'Anatolia settentrionale          | PA0515     | Turchia                                                               |
| Paleartica | Foreste di conifere e miste della gola di Nujiang Langcang          | PA0516     | Cina, Birmania                                                        |
| Paleartica | Foreste di conifere dei monti Qilian                                | PA0517     | Cina                                                                  |
| Paleartica | Foreste di conifere di Qionglai-Minshan                             | PA0518     | Cina                                                                  |
| Paleartica | Foreste di conifere montane dei Saiani                              | PA0519     | Mongolia, Russia                                                      |
| Paleartica | Foreste di conifere costiere della Scandinavia                      | PA0520     | Norvegia                                                              |
| Paleartica | Foreste di conifere del Tian Shan                                   | PA0521     | Cina, Kazakistan, Kirghizistan                                        |

## Galleria d'immagini

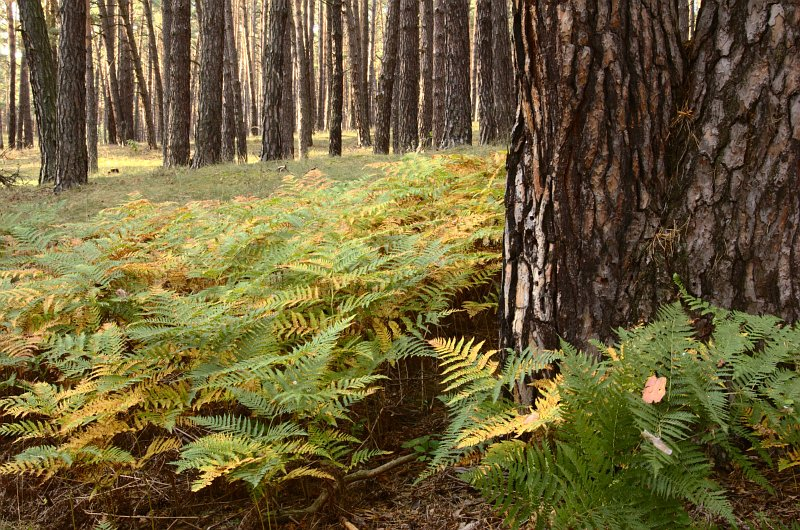
Foresta montana di conifere nei Carpazi (Slovacchia)
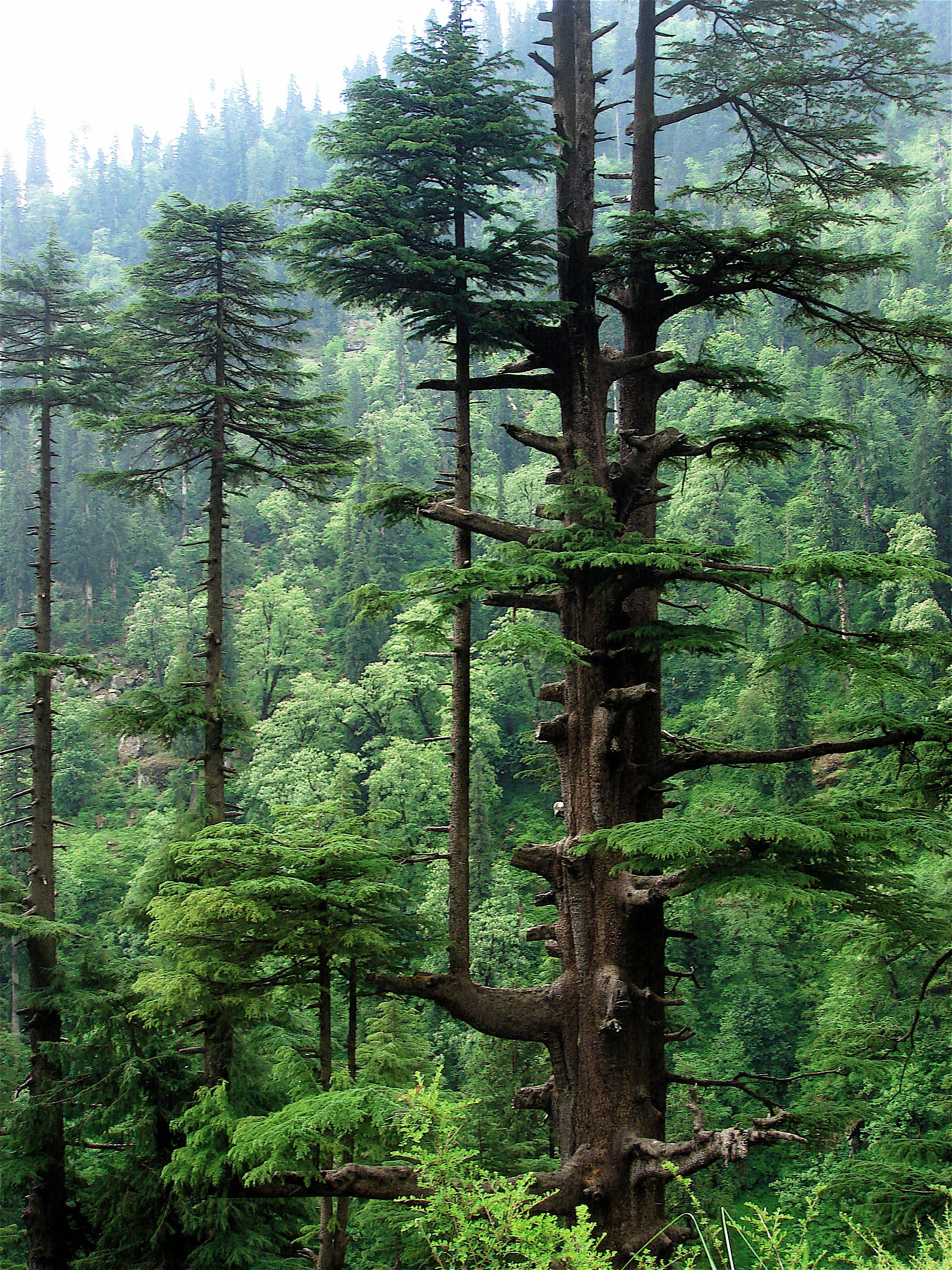
Cedrus deodara nella foresta subalpina himalayana di conifere
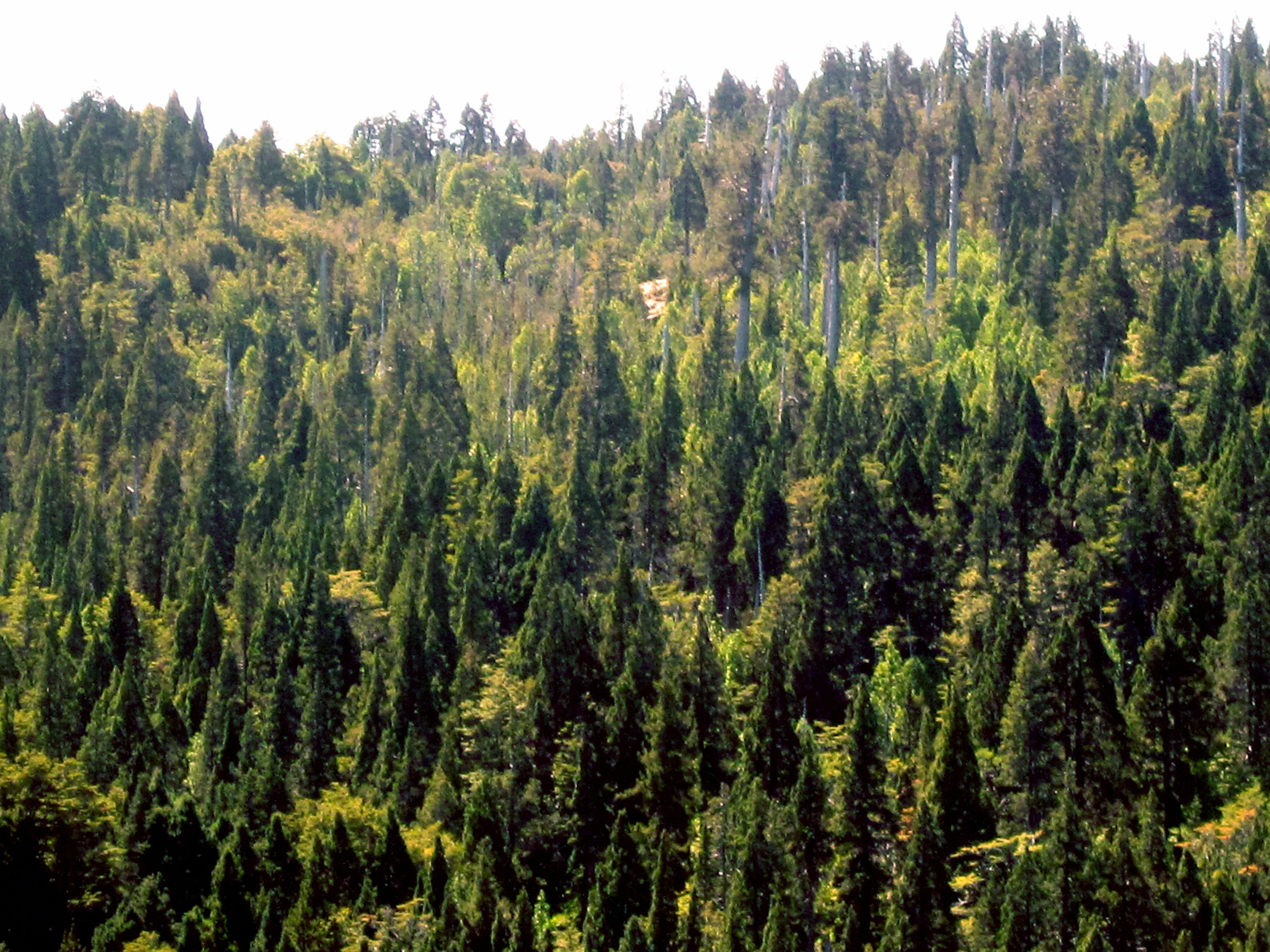
Foresta di Fitzroya nel parco nazionale costiero di Alerce, in Cile
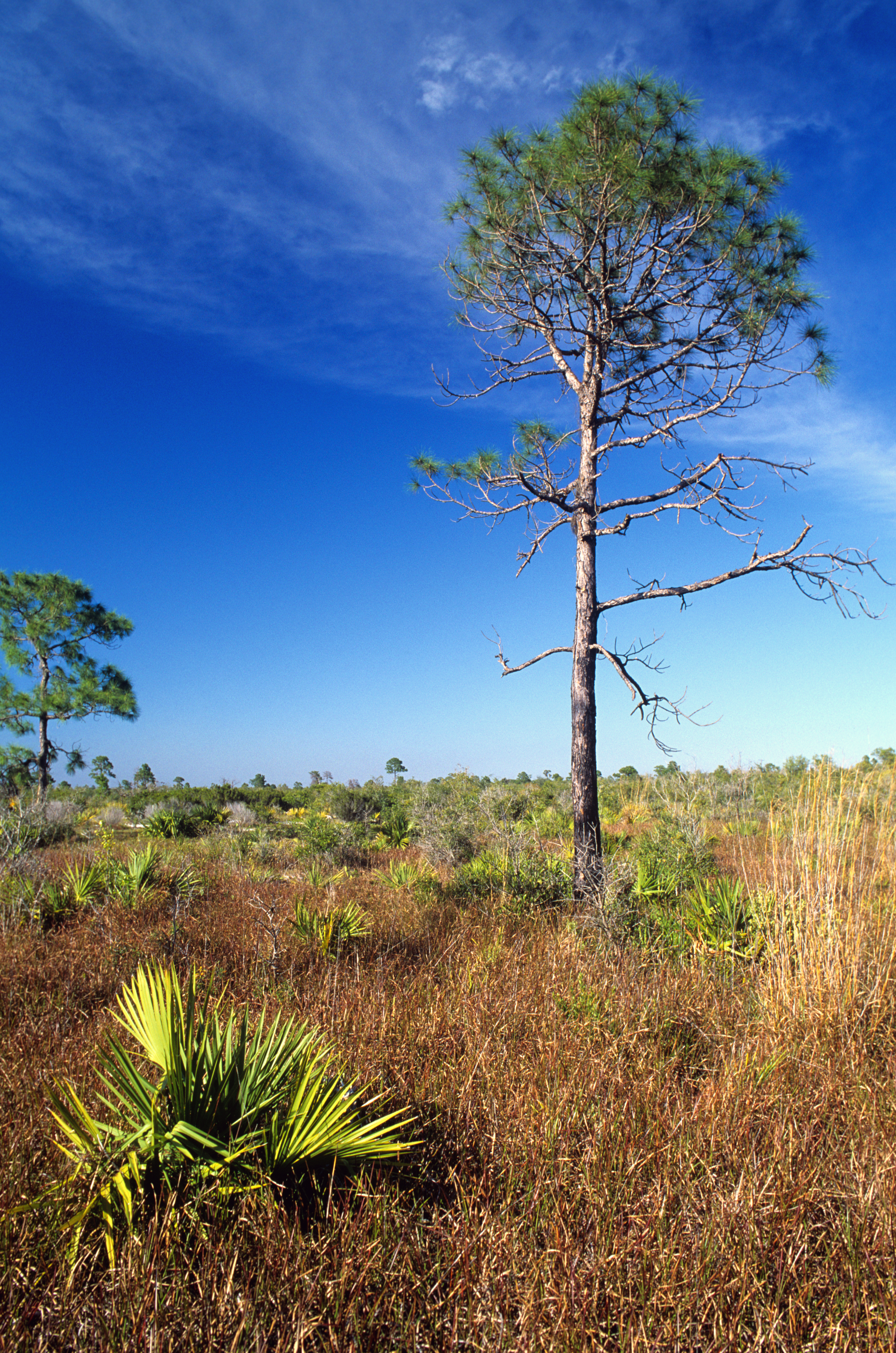
Macchia di conifere in ambiente sabbioso in Florida